# Clermont (Oise)
Clermont [klɛʁmɔ̃] („klarer Berg“) ist eine französische Stadt mit 10.704 Einwohnern (Stand 1. Januar 2022) im Département Oise in der Region Hauts-de-France. Sie ist Verwaltungssitz des Arrondissements Clermont und Sitz der Communauté de communes du Clermontois.

## Lage und Klima
Die ca. 48 m bis 160 m hoch gelegene Stadt Clermont liegt auf einer Anhöhe im Tal der Brèche in der Mitte des Städtedreiecks Beauvais-Compiègne-Creil. Wegen der relativen Nähe zum Ärmelkanal ist das Klima gemäßigt; Regen (ca. 750 mm/Jahr) fällt übers Jahr verteilt.

## Bevölkerungsentwicklung
| Jahr                       | 1800  | 1851  | 1901  | 1954  | 1999  | 2021   |
| Einwohner                  | 1.995 | 5.144 | 5.723 | 6.345 | 9.699 | 10.475 |
| Quellen: Cassini und INSEE |       |       |       |       |       |        |

Die Mechanisierung der Landwirtschaft und die Stilllegung von Bauernhöfen („Höfesterben“) im Umland haben nur positive Auswirkungen auf die Stadtentwicklung gehabt.

## Wirtschaft
Die den Ort umgebende Agrarlandschaft ist im Verlauf von Jahrhunderten entstanden. Seit jeher standen die Weidewirtschaft und die Produktion von Milch und Käse im Vordergrund; größte Arbeitgeber sind die Société laitière de Clermont und Lactel. In der zweiten Hälfte des 19. Jahrhunderts erlebte der Ort durch die Anbindung an das Eisenbahnnetz einen wirtschaftlichen Aufschwung.

## Geschichte
Steinzeitliche Kleinfunde belegen die frühe Anwesenheit des Menschen. Zur Zeit der Invasion der Römer lebten mehrere keltische Stämme in der Region. Zur Abwehr der Normannen wurde bereits im 9. Jahrhundert eine Burg errichtet. Im Jahr 1023 entstand die kleine Grafschaft Clermont-en-Beauvaisis; aus dieser Zeit stammt die früheste Erwähnung des Ortsnamens (Claromonte). Zeitweise wurde die Grafschaft vom Haus Clermont regiert.
Im Jahr 1358 litt die Stadt unter dem Bauernaufstand der Jacquerie, später unter den Auswirkungen des Hundertjährigen Krieges (1337–1453). In der Zeit der Hugenottenkriege (1562–1598) stellte sich Clermont auf die Seite der Katholischen Liga (ligue catholique) und wurde von den Protestanten im September 1590 belagert und geplündert. Die Zeit der Französischen Revolution (1789–1815) und der Julirevolution (1830) überstand Clermont ohne Schäden.

## Sehenswürdigkeiten

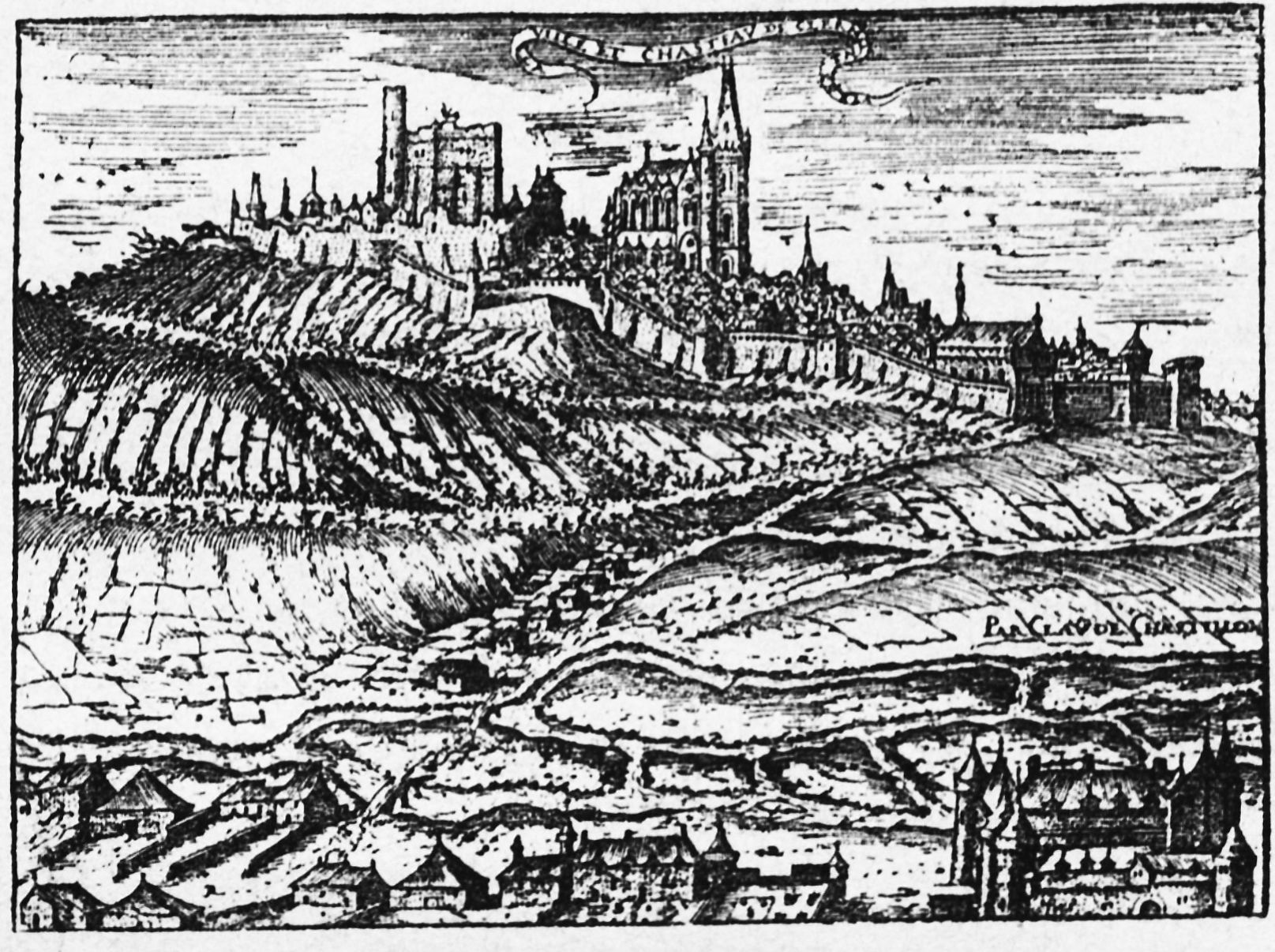
Stadtansicht (16. Jh.)

- Ältestes Bauwerk der Stadt ist der Überrest des aus dem 11./12. Jahrhundert stammenden Donjons.[1]
- Die Kirche Saint-Samson aus dem 15. und 16. Jahrhundert enthält zahlreiche Kunstschätze, darunter Glasfenster aus dem 16. Jahrhundert und Malerei aus dem 17. Jahrhundert.[2]
- Das Hôtel de Ville (Rathaus) stammt aus dem 14. Jahrhundert und wurde im 19. Jahrhundert restauriert.[3]
- Das Gebäude der ehemanligen Unterpräfektur stammt aus dem 16. Jahrhundert.[4]
- Unmittelbar neben der Kirche befindet sich eine Bank in einem Stadtpalais des 18. Jahrhunderts.[5]
- Das Stadttor Porte de Nointel ist einer der wenigen erhaltenen Überreste der ehemaligen Stadtbefestigung.[6]
- Das Musée Henri Theillou ist ein Psychiatrie-Museum im Centre Hospitalier Isarien[7]

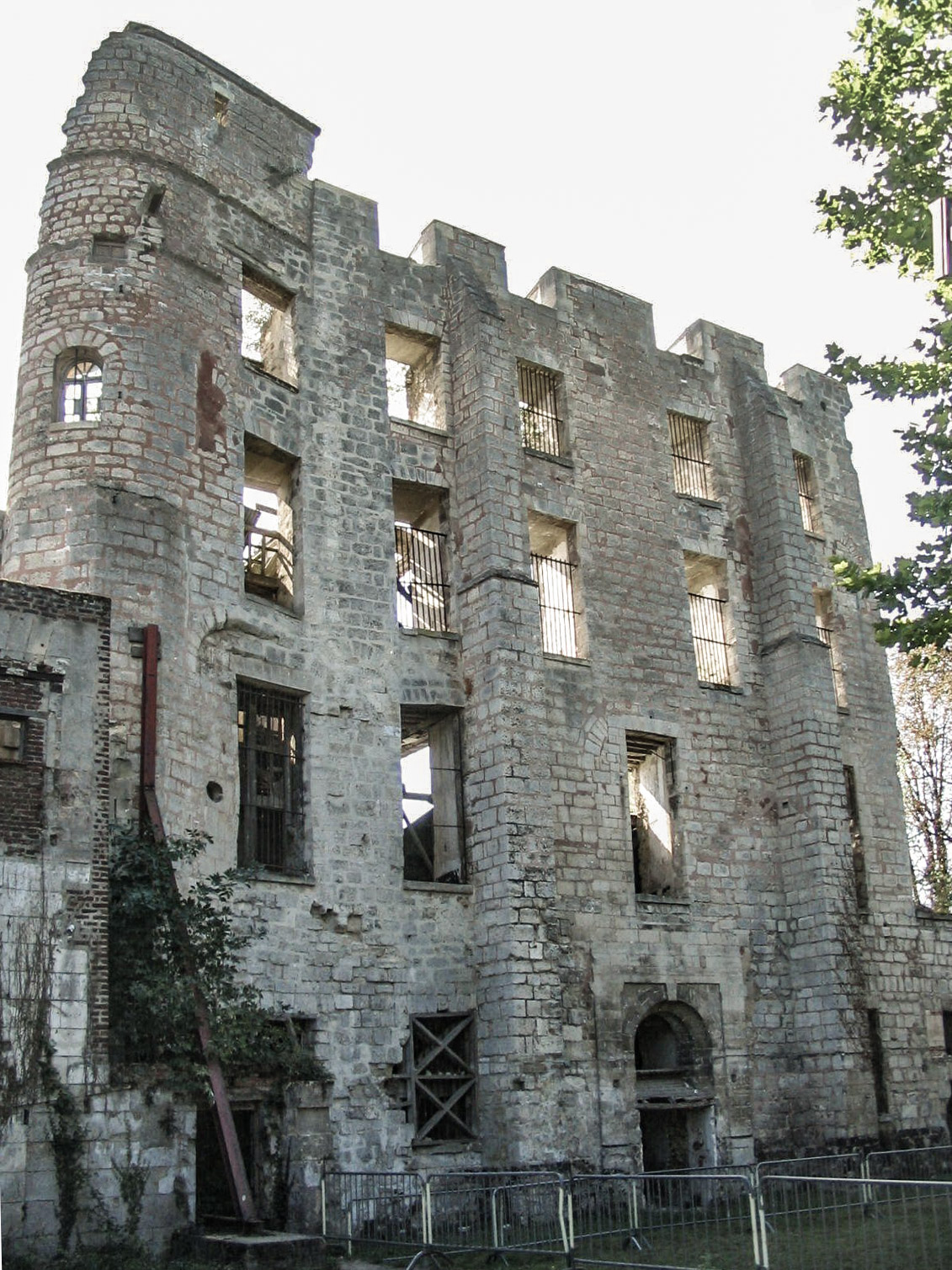
Ruine des Donjon
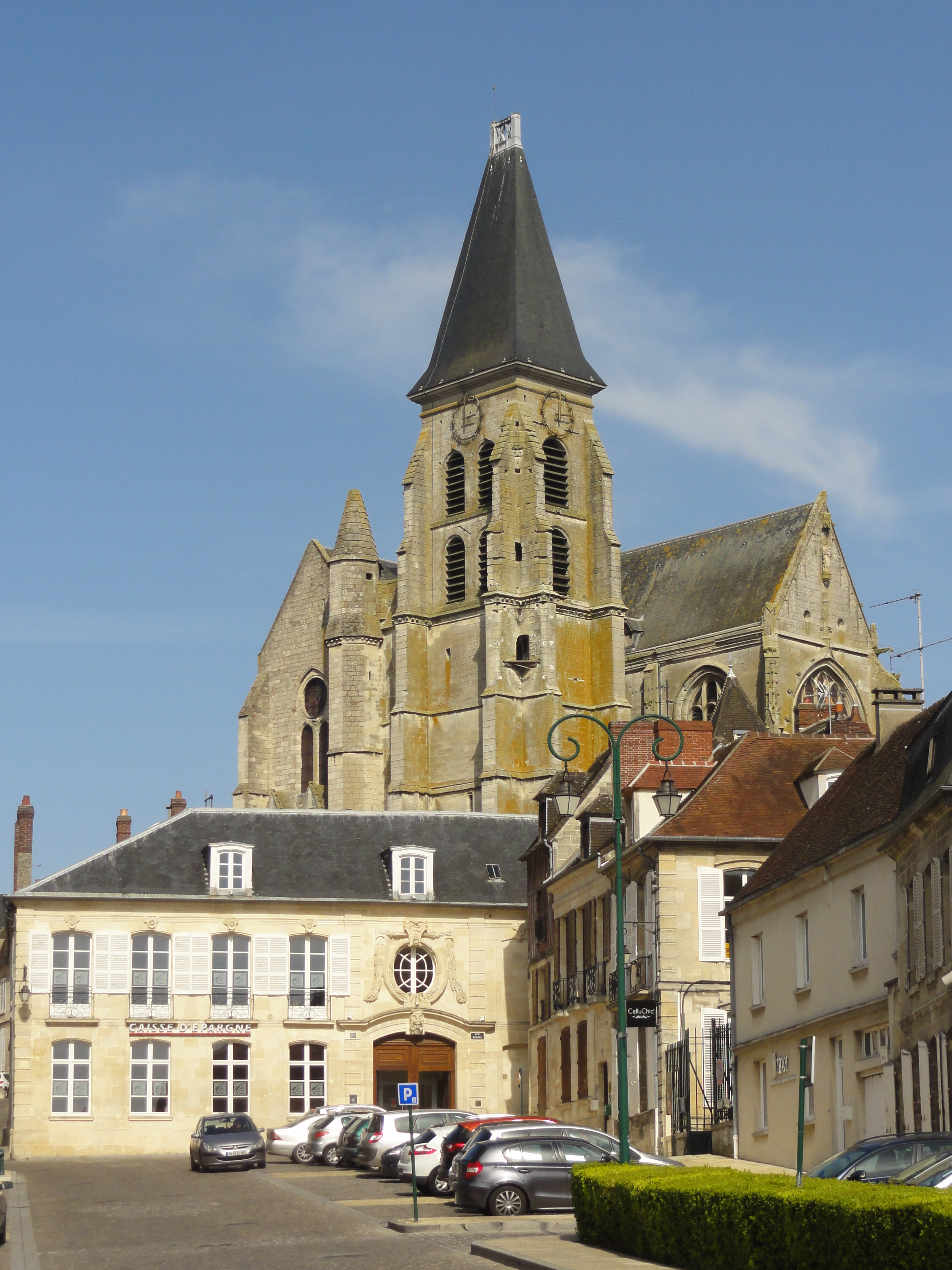
Kirche Saint-Samson
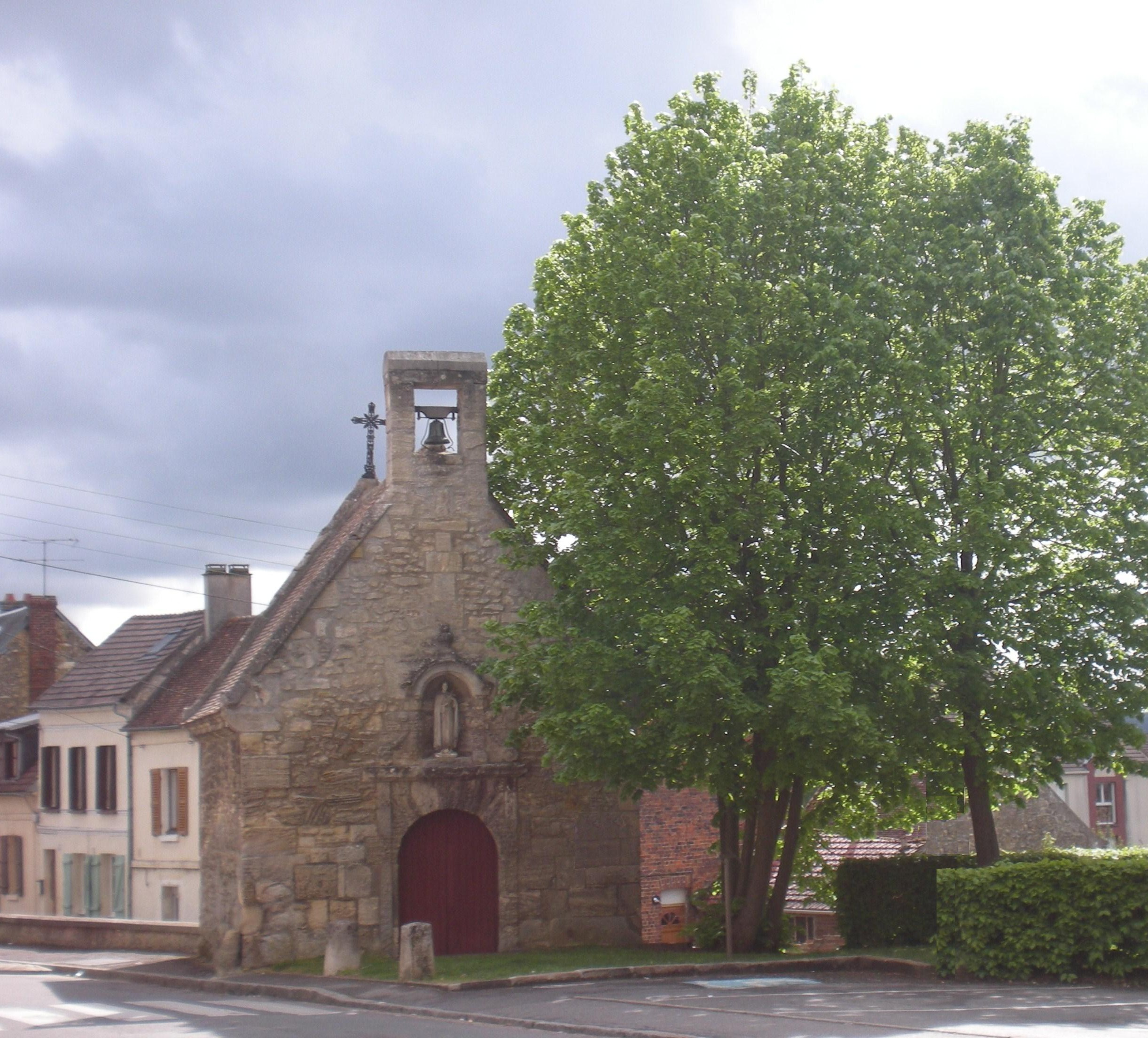
Église Saint-Samson
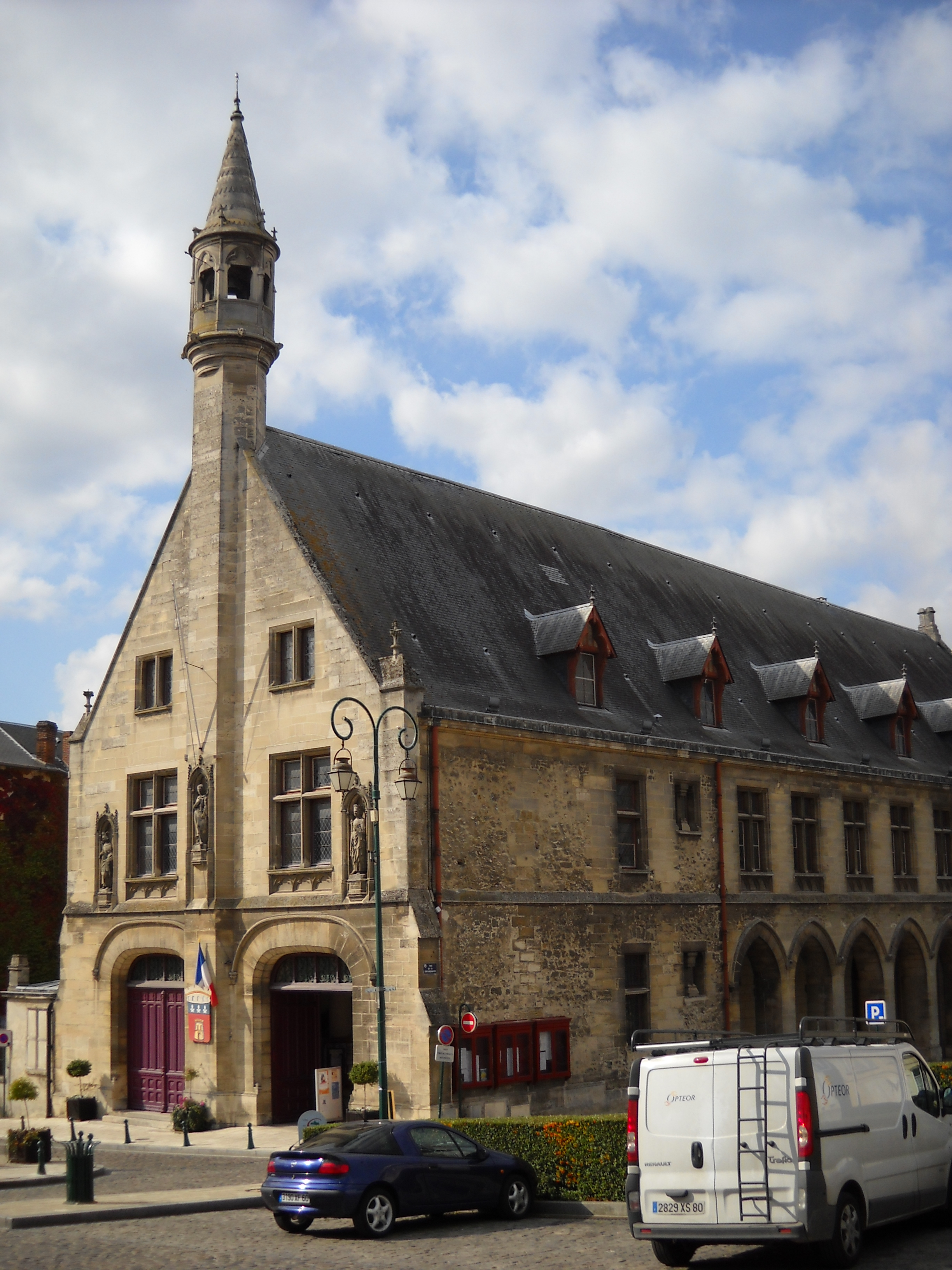
Rathaus (Hôtel de ville)
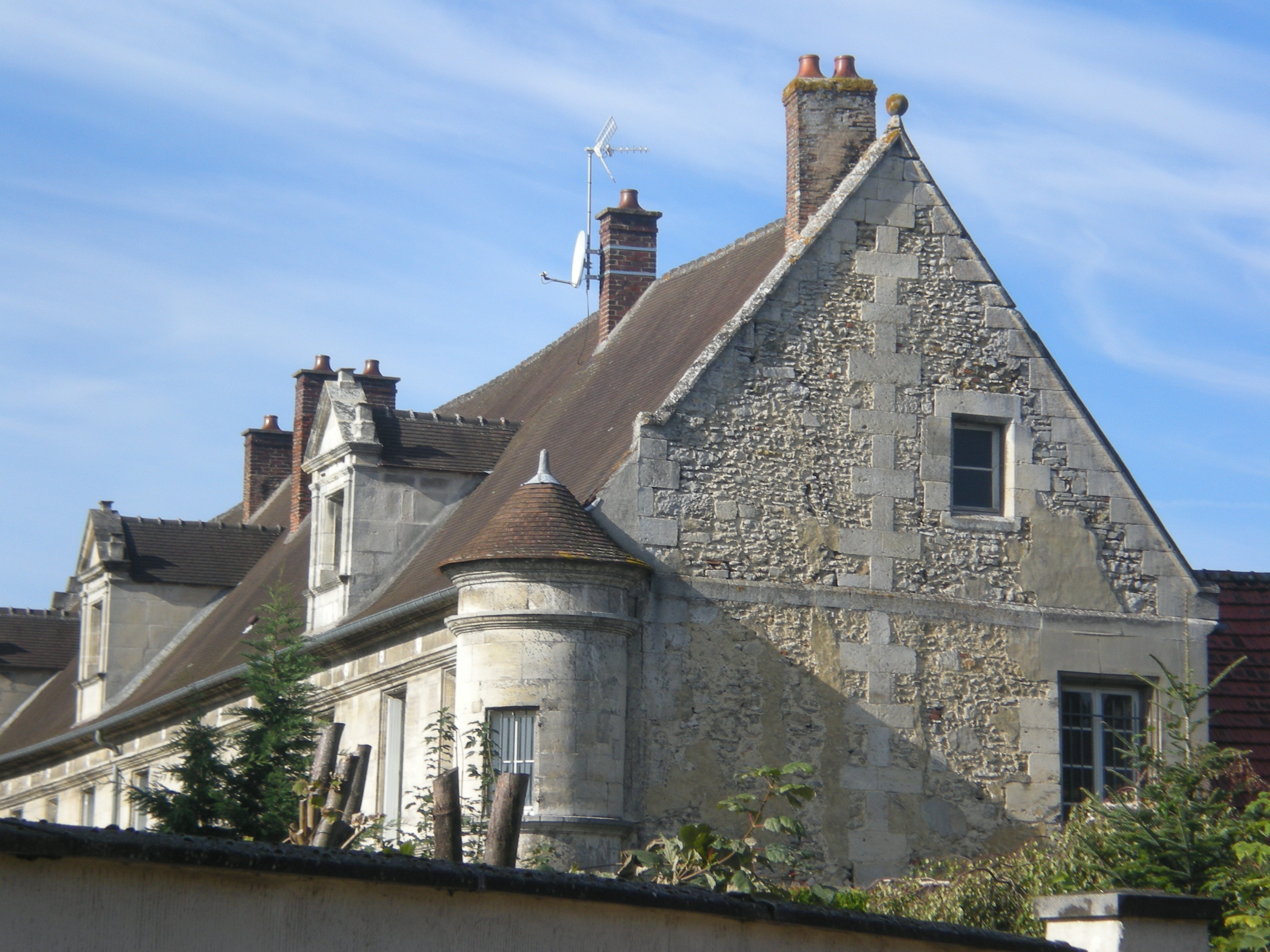
Sitz der Unterpräfektur
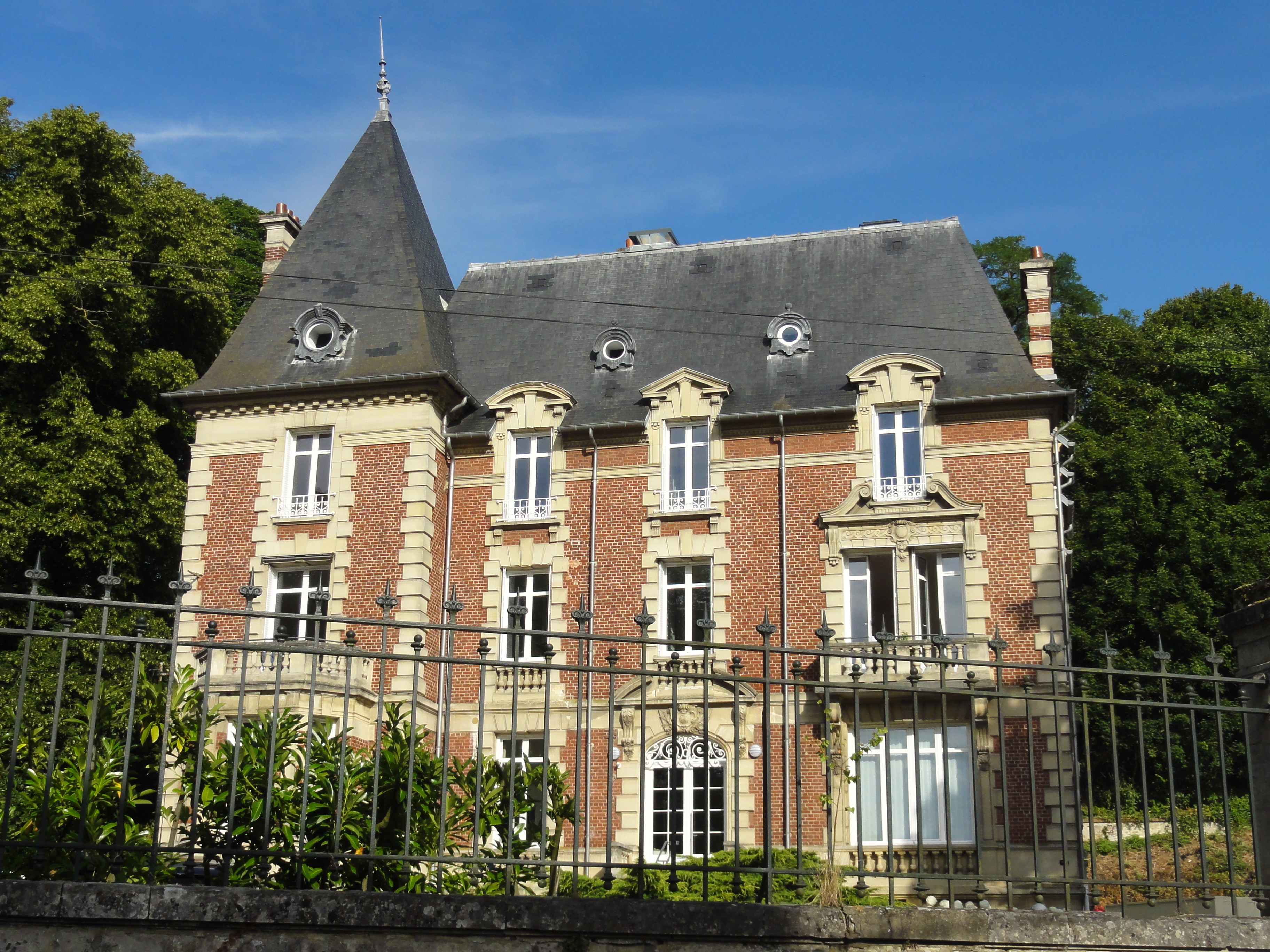
Ehemaliger Justizpalast
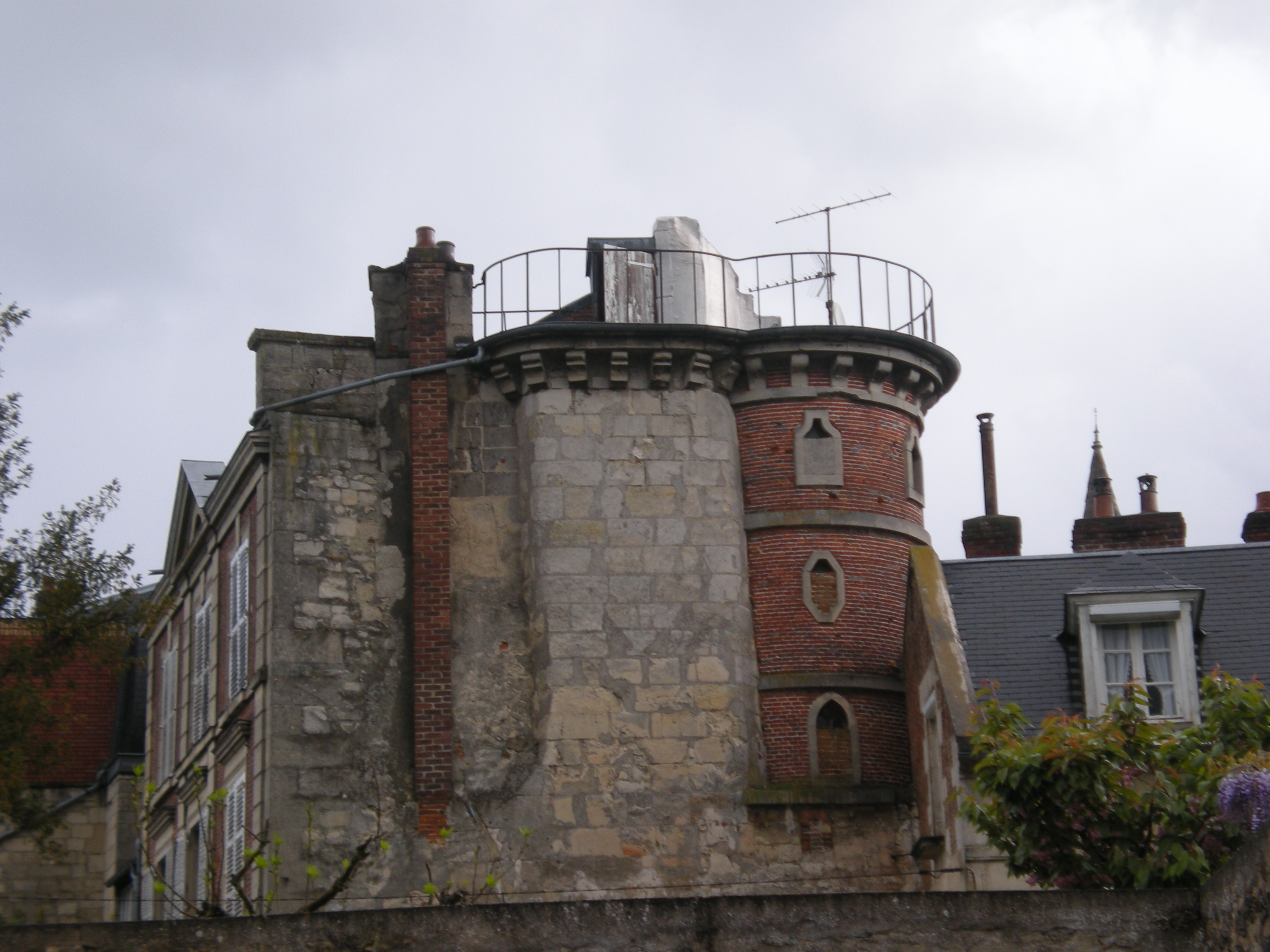
Reste der alten Stadtbefestigung
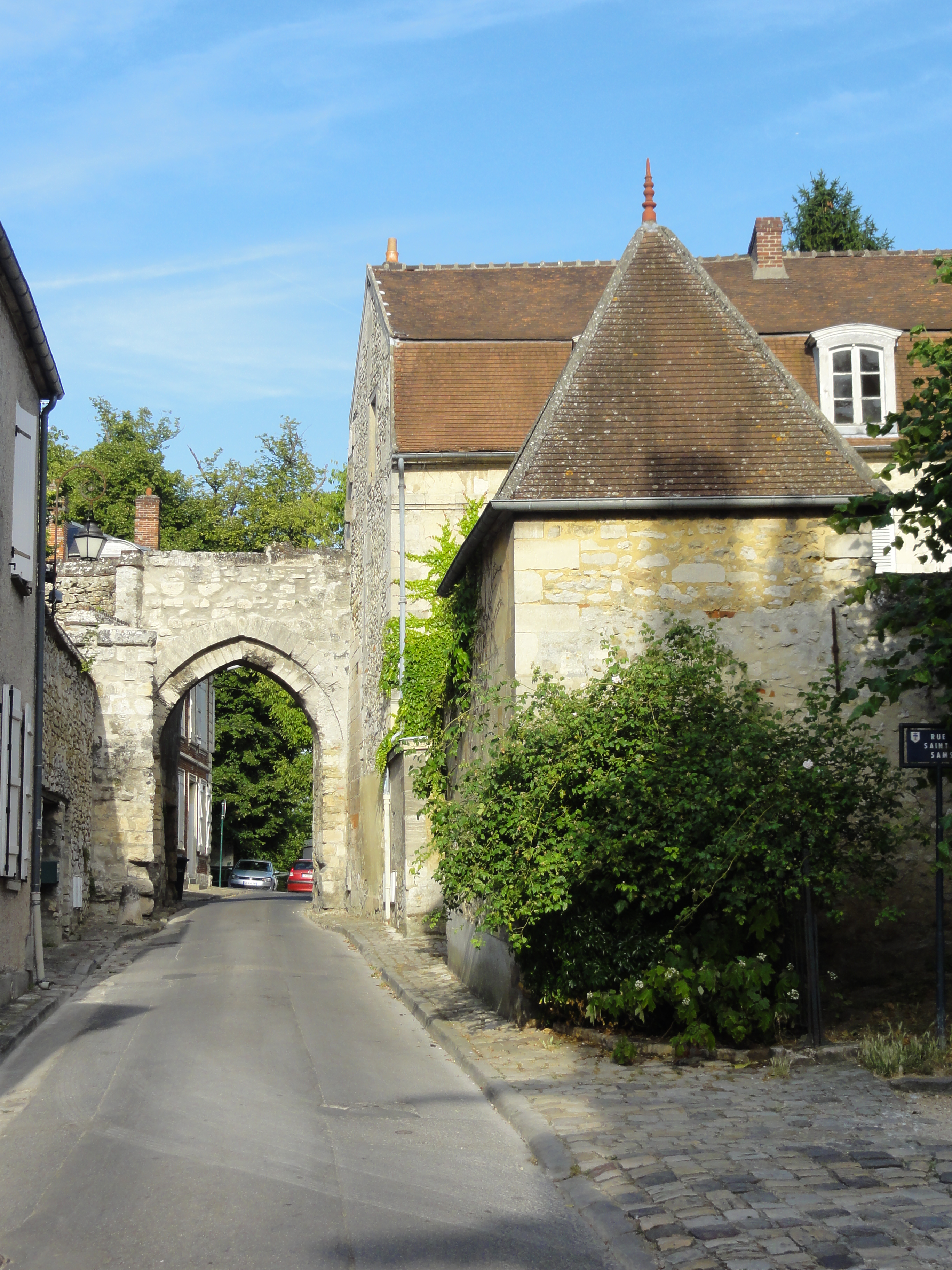
Porte de Nointel, ehemaliges Stadttor aus dem 15. Jahrhundert
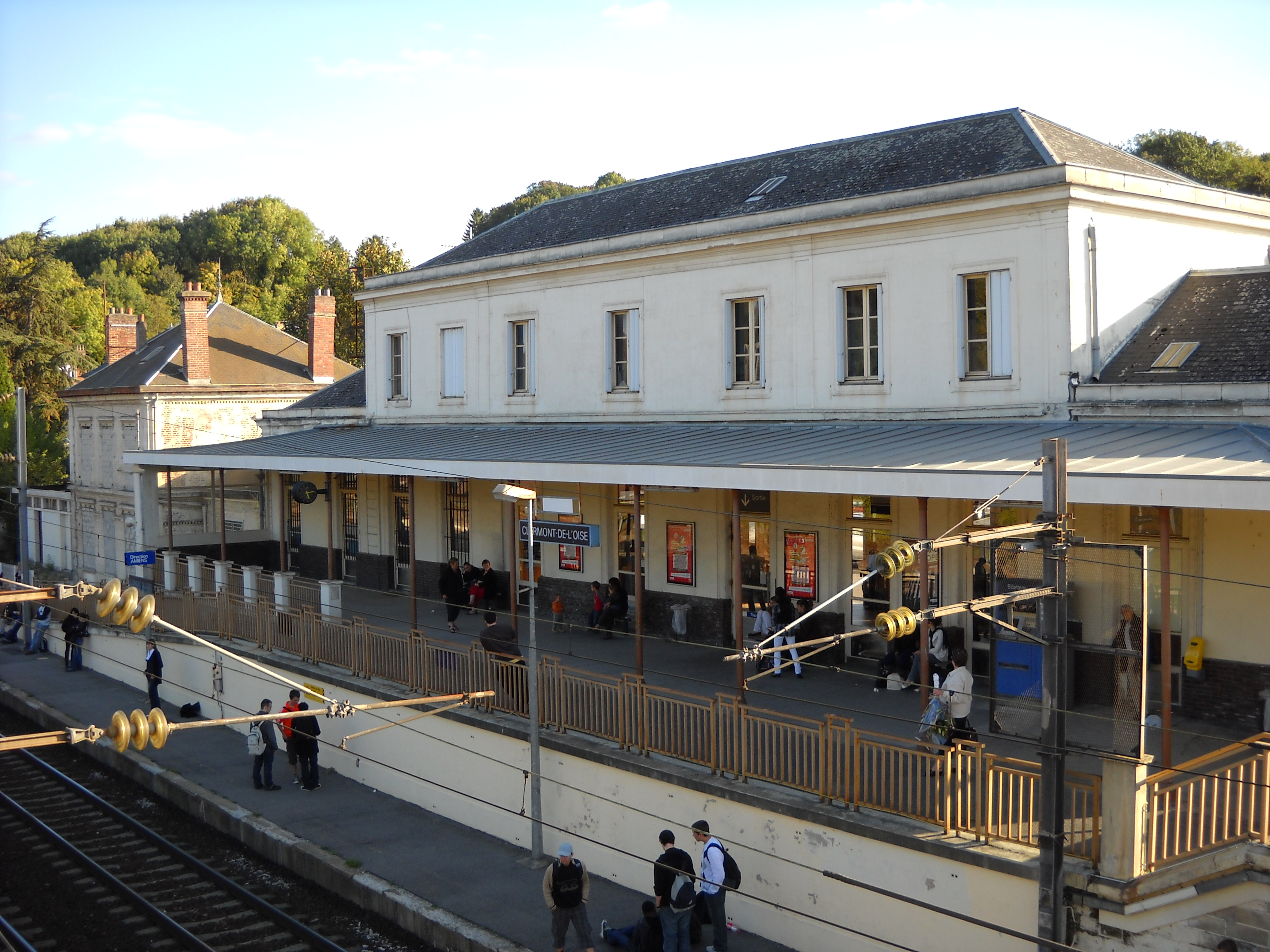
Bahnhof Clermont
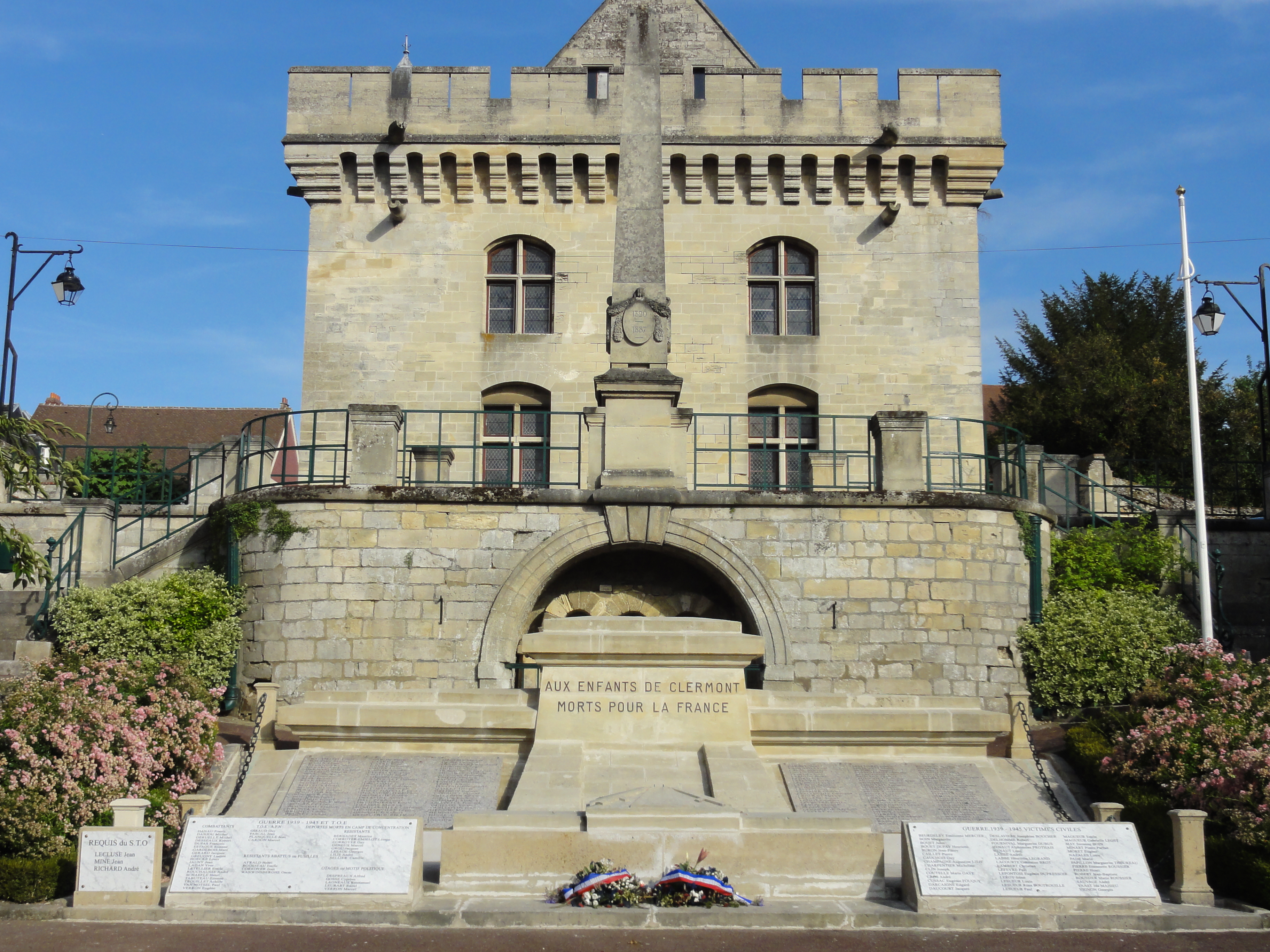
Gefallenendenkmal vor dem Rathaus

## Centre Hospitalier Isarien
In Clermont befindet sich die psychiatrische Klinik Centre Hospitalier Isarien, deren Wurzeln bis auf ein im Jahr 1480 im heutigen Agnetz gegründetes Franziskaner-Kloster zurückreichen. Das Kloster fungierte in seiner langen Geschichte auch als Asyl, Gefängnis und Altersheim und nahm seit dem 17. Jahrhundert andernorts unerwünschte Ordensleute, Alkoholiker und sogenannte Geisteskranke auf, die mit einem vom König unterschriebenen „Gütesiegel“ eingesperrt wurden. Es war somit Kloster, Staatsgefängnis, Irrenanstalt und Altersheim.
Kurz vor dem Ausbruch der Französischen Revolution wurde Eloi Tribou (* 20. Februar 1755; † 10. Dezember 1827 in Clermont) Vorsteher (Père supérieur) des Klosters, das aber 1790 seine Pforten schloss. Die mit einem königlichen Befehl inhaftierten Personen wurden freigelassen und zurück blieben die als Geisteskranke bezeichneten Personen. Denen nahm sich Eloi Tribou, der inzwischen aus dem Orden ausgeschieden war, an und konnte die Behörden davon überzeugen, für sie ein Maison Nationale de Ia Garde zu gründen, dessen Direktor er wurde. 1793 heiratete er die ehemalige Nonne Marie-Sophie de Braine, und aus dieser Ehe ging unter anderem die Tochter Aimée-Désirée hervor.
1797 starb Marie-Sophie Tribou, und ein Jahr später konnte Eloi Tribou nicht den Verkauf des Klosters verhindern. Zusammen mit seinen Schützlingen verließ er es 1799 und ließ sich in Clermont an dem Ort nieder, an dem sich noch heute das Centre Hospitalier befindet. 1820 heiratete Aimée-Désirée Tribou den Arzt Gustave Labitte (* etwa Februar 1797; † 4. Oktober 1835 in Clermont), der die weitere Entwicklung der Einrichtung vorantrieb. 1831 konnte er mit dem Präfekten des Departements Oise eine Vereinbarung zu treffen, um die Bedürftigen des Departements aufzunehmen. 1832 folgte die gleiche Vereinbarung mit Seine et Oise und 1833 mit der Somme.
1887 wurde die Einrichtung in öffentliches Eigentum überführt und der gemeinsamen Verwaltung der Departements Seine, Oise und Seine-et-Marne unterstellt.
Der Erste Weltkrieg führte zu schweren Beeinträchtigungen beim Betrieb der Einrichtung und zu Schwierigkeiten bei der Versorgung der Patienten. 1917 folgte gar eine Evakuierung, und es kam zu schweren Beschädigungen der Gebäude in Folge von Bombardierungen. Und dennoch konnte der Direktor in seinem Jahresbericht 1918 feststellen, „dass die Einrichtung all die Jahre dank des Pflichtbewusstseins des gesamten Personals“ funktionieren konnte. Und das für Männer und Frauen, die „von denen, die sich mit dem Argument der unnötigen Verschwendung gegen alle Versuche wehren, das Schicksal dieser unglücklichen Menschen zu verbessern, als sozialer Abfall betrachtet werden“.
Zwischen 1934 und 1940 stieg die Zahl der Patienten von 2802 auf 4484, doch mit dem Ausbruch des Zweiten Weltkriegs bzw. der diesem vorangehenden Mobilmachung kam es zu drastischen Personalausfällen. 404 Bedienstete wurden eingezogen, so dass nur noch drei Ärzte, die von drei Assistenzärzten unterstützt wurden, fast 4.500 Krankenhauspatienten zu betreuen hatten. Unter dem Vichy-Regime und der deutschen Besatzung kam es dann vor allem zu Lebensmittelengpässen und zu Umorganisationen: Teile der Patienten wurden in andere Einrichtungen verlegt, um Platz zu schaffen für Patienten aus dem allgemeinen Krankenhaus und für alte Menschen aus Hospizen. 1942 wurden Besatzungstruppen hier untergebracht. 1943 erfolgte die Verlegung von 964 Kranken aus der psychiatrischen Klinik in Sotteville-lès-Rouen zusammen mit ihren Betreuern nach Clermont. Begleitet wurde das alles von sehr strengen Lebensmittelrestriktionen, die eine ernsthafte Ernährungskrise verursachten und zu immer mehr Todesfällen unter den Patienten führten. Die Folgen sind nur schätzungsweise bekannt: Zwischen 1940 und 1944 starben 3.063 Patienten, die große Mehrheit von ihnen an den Folgen fehlender Nahrung. Sie wurden auf dem Friedhof von Clermont beerdigt. Zum Gedenken an sie wurde am 7. April 1999 dort ein Denkmal errichtet, und der 7. April wird seitdem als Gedenktag begangen.
Heute ist das Centre Hospitalier Isarien „eine öffentliche Einrichtung für psychische Gesundheit im Departement Oise (EPSM), die sich an Erwachsene, Jugendliche und Kinder richtet. Es umfasst 108 Pflegeeinrichtungen und 3 Krankenhausstandorte, die über das gesamte Departement Oise verteilt sind“.

## Städtepartnerschaften
- Vohburg in Bayern, Deutschland
- Sudbury in der Grafschaft Suffolk, Vereinigtes Königreich
- Chiaramonte Gulfi auf Sizilien, Italien
- Ibbenbüren in Nordrhein-Westfalen, Deutschland

## Persönlichkeiten
- Die Familie  Chiaramonte stammte ursprünglich aus Clermont
- Guibert von Nogent (1053–1124), Geschichtsschreiber und Theologe, wurde in Clermont geboren
- Jacques Grévin (1538–1570), Dichter und Arzt
- Séraphine Louis (1864–1942), auch Séraphine de Senlis, französische Malerin, in Clermont (Oise) verstorben
- Georges Bernanos (1888–1948), wohnte 1927–1930 in Clermont